# Courant patriotique libre
Pour les articles homonymes, voir CPL.
Le Courant patriotique libre (CPL), en arabe : التيار الوطني الحر , connu aussi sous le nom de Parti aouniste التيار العوني, est un parti politique libanais fondé en 1992 par le général et ancien président de la République Michel Aoun et représenté au parlement libanais.

## Genèse
L'orange est la couleur du parti, elle a été adoptée concrètement pour la première fois lors des élections partielles de Baabda-Aley en septembre 2003, soit bien avant la révolution orange d'Ukraine d'octobre 2004 comme on aurait tendance à le penser.
Le CPL a élaboré un programme comprenant des plans économiques et politiques pour reconstruire l'économie libanaise, éliminer la corruption, étendre l'autorité du gouvernement sur tout le territoire libanais et auditer les comptes de l’État en vue de déterminer les causes de l'endettement du Liban.

## Histoire
En septembre 2005, le CPL s'est officiellement transformé en un parti politique.
Cette dernière appelle à « séparer le politique du religieux, en vue d’accéder à un État laïc. » Les rapports du CPL avec le patriarcat maronite sont en conséquence tendus, celui-ci étant traditionnellement peu favorable à la laïcité. Le parti défend en outre la souveraineté libanaise contre toutes les interférences extérieures, tant des puissances occidentales et de l'Arabie saoudite que de la Syrie.
Le 6 février 2006, le CPL a conclu une entente avec le Hezbollah pour mieux mener son action. Cette alliance a aussi favorisé un rapprochement intercommunautaire lors de la guerre dirigée par Israël contre le Liban en 2006, lorsque des milliers de réfugiés chiites du sud du pays furent accueillis dans la montagne chrétienne sous l’impulsion du CPL.
Le CPL participe à partir de décembre 2006 aux manifestations contre le gouvernement de Fouad Siniora.
Le parti a dans son giron une chaîne TV, OTV, dirigée par le gendre de Michel Aoun, Roy Al-Hachem, et une radio, Sawt al-mada (Voix de l'étendue).
Le Courant patriotique libre se voit reprocher de ne pas avoir mené les réformes nécessaires pour lutter contre la corruption et « l'argent sale », et compte parmi les partis contestés par les manifestations de 2019 et 2020. Fin octobre 2019, deux de ses députés annoncent quitter son bloc parlementaire.
Le président du parti, Gebran Bassil, est ciblé par des sanctions instaurées par les États-Unis en 2020. L’administration Trump accuse celui-ci d’avoir « contribué au système de corruption et de favoritisme politique qui sévit au Liban, qui a aidé et encouragé les activités déstabilisatrices du Hezbollah. » Il lui est surtout reproché d'avoir été un artisan majeur de l’entente établie en 2006 entre le Courant patriotique libre et le Hezbollah.

## Résultats électoraux
Aux élections législatives de juin 2005, le CPL remporta 15 sièges, auxquels se sont ajoutés six indépendants (sur les 128 que comprend le parlement libanais), avec plus de 70 % des suffrages chrétiens. [réf. nécessaire]
Aux élections législatives de juin 2009, le CPL remporta 12 sièges, pour former un bloc de 27 députés (avec 2 députés arméniens du Tashnaq, 10 députés indépendants, et 3 députés Marada)[réf. nécessaire]. Pendant ces élections, un des slogans du Courant patriotique libre était : Sois belle et vote ; expression s'opposant à celle antiféministe Sois belle et tais-toi (selon les partisans du CPL).
Aux élections législatives de mai 2018, le CPL remporta 19 sièges, pour former un bloc comprenant 29 députés. En octobre 2019, ce bloc fut réduit à 27 députés après la démission de deux députés.